# 洪江 (沅水支流)
洪江是中国湖南省境内的一条河流，是沅水的一级支流，又名巫山江，洪江发源出城步苗族自治县东巫山，经绥宁县、会同县至洪江管理区注于沅水。在会同、洪江境内全长168千米，流经11个乡、街、镇。
按《宝庆府志》，巫水有东西二派，东流者为威溪，至武冈县入资，西流都为洪江，清会典图，出巫山北都为威溪，入资，出巫山南都为巫水，下流为洪江，入沅，今从之。